# Gheorghe Tattarescu

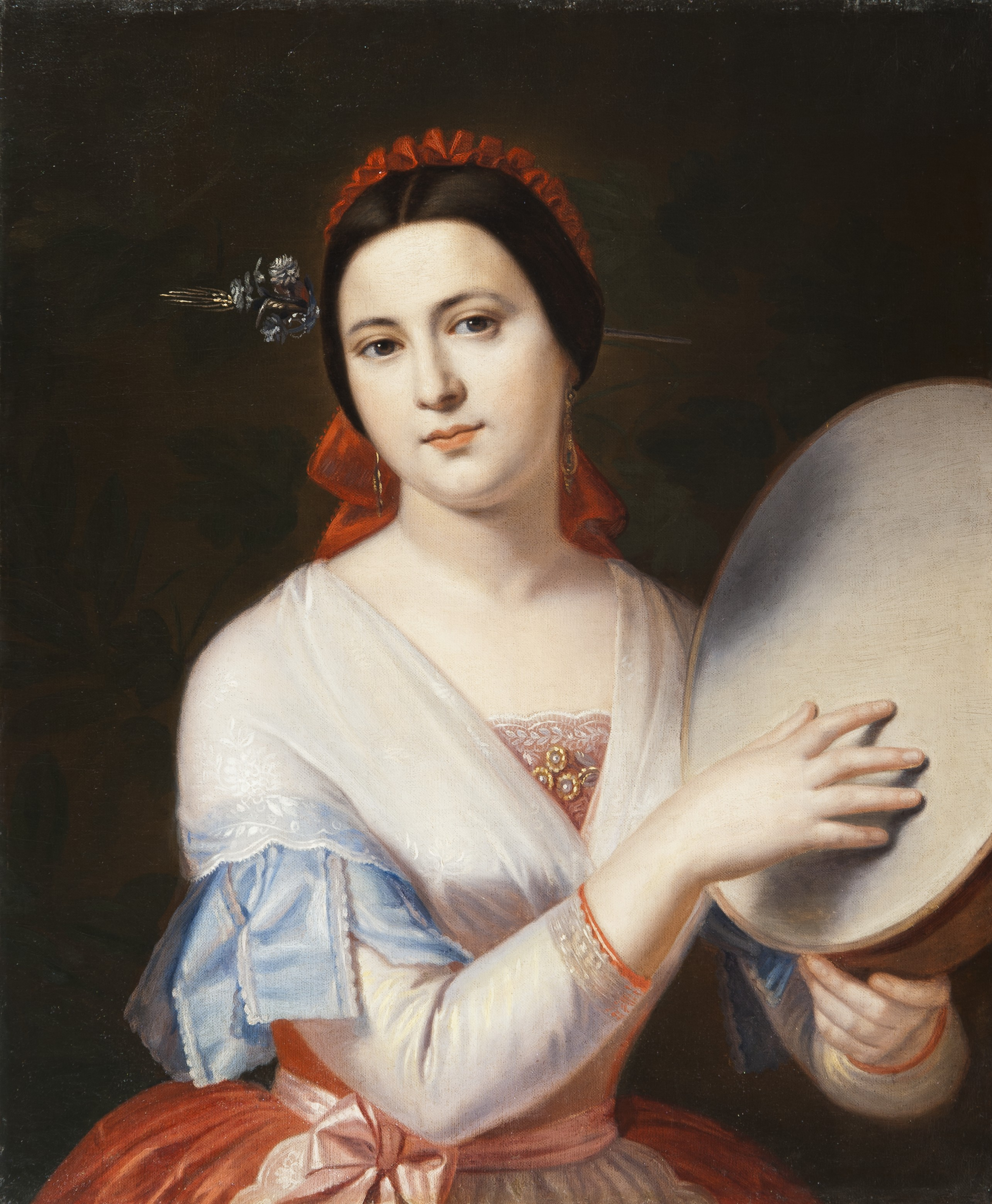
Dziewczyna z tamburynem 1848

Gheorghe Tattarescu (ur. w październiku 1818 w Focșani, zm. 24 października 1894 w Bukareszcie) – rumuński malarz, pionier neoklasycyzmu w rumuńskim malarstwie, uczestnik rewolucji 1848 roku, profesor na Narodowym Uniwersytecie Artystycznym w Bukareszcie.